# 璃月 (原神)
璃月（リーユエ、中国語: 璃月、英語:Liyue）は、miHoYoが開発したオープンワールド・アクションロールプレイングゲーム『原神』に登場する架空の国家。古代から中世の中国を舞台としている。

## 設定
璃月はテイワット大陸の東部に位置し、主人公が２番目に訪れる国家である（第1章：久遠の体との別れ）。東方と北西方を海に面し、北方をモンド、西方をスメールと接する。北西の港町、遺瓏埠（いろうふ）は、対岸のフォンテーヌとの交易港となっている。テイワット大陸で最古の国家であり、中心都市は璃月港（リーユエこう）でありテイワット最大の貿易港である。
西部の鉱山「層岩巨淵」（地下含む）・北西部の茶園地帯「沈玉の谷」を除きリリース時よりマップが制作され、「層岩巨淵」はVer2.7、「沈玉の谷」はVer4.4にて追加された。
「契約」と「岩」を司る岩神モラクス（通称：岩王帝君）、モラクスとの「契約」により璃月の守護を担うこととなった「三眼五顕仙人」と呼ばれる仙人（削月築陽真君、理水畳山真君　など）によって統治されてきた。また、「璃月七星」と呼ばれる七人の実務者が行政を、「千岩軍」と呼ばれる組織が治安を担当している。

### 設定

#### 璃月港・帰離原
伝承によれば、璃月港周辺は3700年前にモラクスにより統治された。一方で現在の璃月港の北方、天衡山の北麓を「塵の魔神」ハーゲントゥス（帰終）が統治していた。帰終は自ら開発した対魔神弩弓（バリスタ）「帰終機」の設置や農業の指導を行っていた。モラクスおよびハーゲントゥスの同盟の元、天衡山の北麓「帰離原」が建設され、一大都市として発展した。
しかし、2000年前の魔人戦争の劈頭、謎の洪水により帰離原が壊滅、ハーゲントゥスが死亡した。また、近傍を統治していた「塩の魔神」ヘウリアも民衆の氾濫により死亡した。
モラクスは民衆を連れて現在の璃月港に移住した。その過程で、モラクスは多くの魔神を破るとともに、魔神の残骸から民を守るため、金鵬（「降摩大聖」や「魈」とも呼ばれる。）をはじめとする五人の夜叉を召喚した。その後、魔人戦争が終結。戦争を生き抜いたモラクスは「俗世の七執政」の一人として神座に就いた。
その後は戦争のない世の中となり、モラクスは自らの力を璃月港の発展に尽力した。その所以もあり、モラクスは「商売の神」、「開拓の神」、「竈の神」などと呼称されるようになった。また、過去の武勲から「武神」とも称された。
ゲーム内では主人公の璃月港到着直後、モラクスが「死亡」した。これは3700年に及ぶモラクスの統治を終え、人間へ統治を移譲するための偽装であり、モラクスの「死」後、『海の魔神　オシアル』の襲撃を乗り越え、璃月の統治は仙人から「璃月七星」を中心とした人間へと譲渡された。神座から降りたモラクスは「鍾離」という一般人として生きていくこととなった。

### 文化
璃月には「海灯祭」と呼ばれる春節の行事「元宵祭」をモチーフとした祭りがある  。海灯祭期間中には、人々は灯籠を夜空に放ち、花火を打ち上げることが習わしとされる。
また、「月追い祭り」 と呼ばれる秋祭りでは、璃月港が装飾され、露店が立ち並ぶ。
璃月料理として、「龍髭麺」、「モラミート」、「黄金ガニ」、「文心豆腐」など、現実の中華料理からインスパイアされた料理がある。